# Sainte-Christine (Maine-et-Loire)
Sainte-Christine ist eine Ortschaft und ehemalige Gemeinde mit 748 Einwohnern (Stand: 1. Januar 2022) im französischen Département Maine-et-Loire in der Region Pays de la Loire. Sie gehörte zum Arrondissement Cholet. Die Bewohner werden Christinois und Christinoises genannt.
Der Erlass des Präfekten vom 24. September 2015 legte mit Wirkung zum 15. Dezember 2015 die Eingliederung von Sainte-Christine als Commune déléguée gemeinsam mit zwölf bis dahin selbstständigen Gemeinden und Ortschaften zur Commune nouvelle Chemillé-en-Anjou fest.

## Geografie

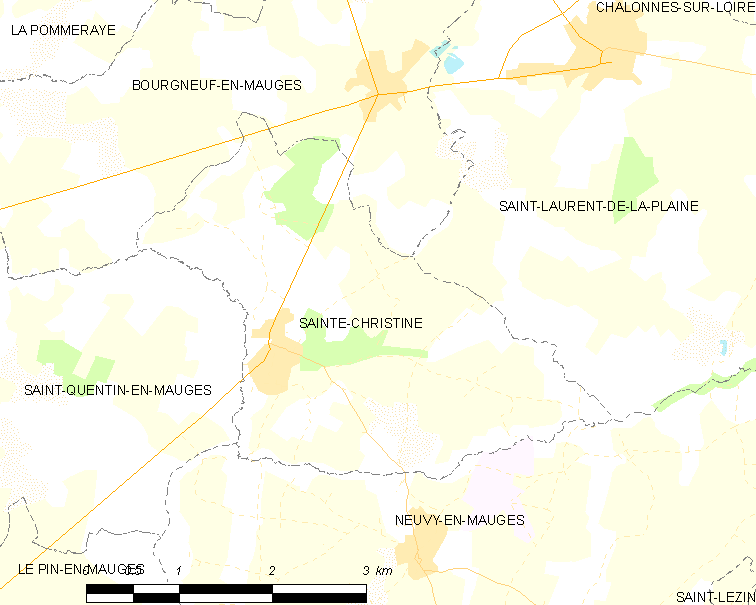
Karte von

Sainte-Christine liegt etwa 31 Kilometer südwestlich von Angers, etwa 58 Kilometer westlich von Saumur und etwa 25 Kilometer nordnordöstlich von Cholet in der Région naturelle der Mauges, Teil der historischen Provinz des Anjou. Das Gebiet von Sainte-Christine liegt äußersten Südosten des Armorikanischen Massivs auf einer Hochebene mit Ursprung aus dem Paläozoikum. Das Bodenrelief ist hügelig mit Höhen bis 124 m und wird von tiefen Flusstälern eingeschnitten. Das Ortszentrum liegt auf etwa 104 m Höhe. Das Ortsgebiet wird entwässert vom Fluss Jeu, der es im Süden begrenzt, und seinem Nebenfluss, dem Ruisseau du Pas Chevreau, der es im Westen begrenzt.
Umgeben wird Sainte-Christine von zwei Nachbargemeinden und einer Commune déléguée von Chemillé-en-Anjou:
|                      |                                             | Mauges-sur-Loire |
| Montrevault-sur-Èvre | Kompassrose, die auf Nachbargemeinden zeigt |                  |
|                      | Neuvy-en-Mauges (Commune déléguée)          |                  |

## Toponymie und Geschichte
Frühe Formen des Ortsnamens waren:
Apud Sanctam Christinam (11. Jahrhundert), Villa de Sancta Christina (1211), Ste-Chrétine (1292), La ville de Ste-Christine (1385).
Zeugen aus der Urgeschichte auf dem Ortsgebiet sind sechs polierte Äxte und eine unterirdische Zuflucht, bei der weitere polierte Äxte und Feuersteine gefunden wurden.
Das Gebiet war unter dem Ancien Régime ein bedeutendes Lehen, das Jean du Plantis 1484 von René Fresneau erwarb.
Bewohner von Sainte-Christine nahmen am Aufstand der Vendée, dem bewaffneten Kampf der royalistisch-katholisch gesinnten Landbevölkerung gegen Repräsentanten und Truppen der Ersten Französischen Republik, teil. Am 25. Januar 1794 wurde zwischen Sainte-Christine ein Bataillon der Republikaner von Truppen unter der Führung von Henri de La Rochejaquelein geschlagen. Am nächsten Tag kampierte der republikanische General Jean-Baptiste Moulin und seine Kolonne in den Nebengebäuden des Schlosses Le Plantis, das in Brand gesteckt worden war. Er rückte nicht weiter auf das Dorf vor, sondern verließ Sainte-Christine am nächsten Tag in Richtung Cholet.

## Bevölkerungsentwicklung
| Sainte-Christine: Einwohnerzahlen von 1800 bis 2020                                                                        | Sainte-Christine: Einwohnerzahlen von 1800 bis 2020 | Sainte-Christine: Einwohnerzahlen von 1800 bis 2020 | Sainte-Christine: Einwohnerzahlen von 1800 bis 2020 | Sainte-Christine: Einwohnerzahlen von 1800 bis 2020 |
| --- | --------------------------------------------------- | --------------------------------------------------- | --------------------------------------------------- | --------------------------------------------------- |
| Jahr |                                                     |                                                     |                                                     | Einwohner                                           |
| 1800 | 1800                                                |                                                     | 365                                                 | 365                                                 |
| 1806 | 1806                                                |                                                     | 412                                                 | 412                                                 |
| 1821 | 1821                                                |                                                     | 530                                                 | 530                                                 |
| 1831 | 1831                                                |                                                     | 540                                                 | 540                                                 |
| 1836 | 1836                                                |                                                     | 517                                                 | 517                                                 |
| 1841 | 1841                                                |                                                     | 530                                                 | 530                                                 |
| 1846 | 1846                                                |                                                     | 545                                                 | 545                                                 |
| 1851 | 1851                                                |                                                     | 548                                                 | 548                                                 |
| 1856 | 1856                                                |                                                     | 532                                                 | 532                                                 |
| 1861 | 1861                                                |                                                     | 537                                                 | 537                                                 |
| 1866 | 1866                                                |                                                     | 532                                                 | 532                                                 |
| 1872 | 1872                                                |                                                     | 511                                                 | 511                                                 |
| 1876 | 1876                                                |                                                     | 463                                                 | 463                                                 |
| 1881 | 1881                                                |                                                     | 451                                                 | 451                                                 |
| 1886 | 1886                                                |                                                     | 449                                                 | 449                                                 |
| 1891 | 1891                                                |                                                     | 431                                                 | 431                                                 |
| 1896 | 1896                                                |                                                     | 410                                                 | 410                                                 |
| 1901 | 1901                                                |                                                     | 410                                                 | 410                                                 |
| 1906 | 1906                                                |                                                     | 408                                                 | 408                                                 |
| 1911 | 1911                                                |                                                     | 400                                                 | 400                                                 |
| 1921 | 1921                                                |                                                     | 354                                                 | 354                                                 |
| 1926 | 1926                                                |                                                     | 372                                                 | 372                                                 |
| 1931 | 1931                                                |                                                     | 365                                                 | 365                                                 |
| 1936 | 1936                                                |                                                     | 355                                                 | 355                                                 |
| 1946 | 1946                                                |                                                     | 335                                                 | 335                                                 |
| 1954 | 1954                                                |                                                     | 343                                                 | 343                                                 |
| 1962 | 1962                                                |                                                     | 331                                                 | 331                                                 |
| 1968 | 1968                                                |                                                     | 305                                                 | 305                                                 |
| 1975 | 1975                                                |                                                     | 291                                                 | 291                                                 |
| 1982 | 1982                                                |                                                     | 286                                                 | 286                                                 |
| 1990 | 1990                                                |                                                     | 360                                                 | 360                                                 |
| 1999 | 1999                                                |                                                     | 407                                                 | 407                                                 |
| 2006 | 2006                                                |                                                     | 740                                                 | 740                                                 |
| 2013 | 2013                                                |                                                     | 813                                                 | 813                                                 |
| 2020 | 2020                                                |                                                     | 766                                                 | 766                                                 |
| Quelle(n): EHESS/Cassini bis 1999, INSEE ab 2006 Anmerkung(en): Ab 1962 offizielle Zahlen ohne Einwohner mit Zweitwohnsitz |                                                     |                                                     |                                                     |                                                     |

Der Bevölkerungsrückgang ab 1856 ist auf die Krise in der Textilindustrie zurückzuführen, die die Gemeinde traf und eine hohe Arbeitslosigkeit verursachte. Die Bevölkerungszunahme ab 1990 ist aufgrund neuer Ansiedlungen auf Grundstücken der Gemeinde entstanden.

## Sehenswürdigkeiten
- Kirche Sainte-Christine aus dem 12. Jahrhundert
- Schloss Le Martreil aus dem 19. Jahrhundert
- Schloss Le Plantis aus dem 15. Jahrhundert